# L'innocent (pel·lícula de 2011)
L'innocent (originalment en anglès, The Lincoln Lawyer) és una pel·lícula de thriller jurídic de 2011 adaptada de la novel·la homònima de 2005 de Michael Connelly. La pel·lícula està dirigida per Brad Furman, amb un guió escrit per John Romano, i és protagonitzada per Matthew McConaughey com l'advocat titular, Mickey Haller. La pel·lícula també és protagonitzada per Ryan Phillippe, Marisa Tomei, Josh Lucas, William H. Macy i Bryan Cranston. S'ha doblat al català.
La història està adaptada de la primera de diverses novel·les amb el personatge de Mickey Haller, que treballa des d'un cotxe model Lincoln Town Car amb xofer, en lloc d'una oficina. Haller és contractat per defensar el fill d'una empresària rica de Los Angeles en un cas d'agressió. Els detalls del crim mostren paral·lelismes incòmodes amb un cas anterior, i Haller descobreix que els dos casos estan entrellaçats.
La pel·lícula es va estrenar el 18 de març de 2011. Va rebre crítiques generalment positives i va recaptar 87 milions de dòlars.

## Repartiment
- Matthew McConaughey com a Mickey Haller
- Marisa Tomei com a Margaret "Maggie" McPherson
- Ryan Phillippe com a Louis Ross Roulet
- Josh Lucas com a Ted Minton
- John Leguizamo com a Val Valenzuela
- Michael Peña com a Jesus Martinez
- Bob Gunton com a Cecil Dobbs
- Frances Fisher com a Mary Windsor
- Bryan Cranston com el detectiu Lankford
- William H. Macy com a Frank Levin
- Trace Adkins com a Eddie Vogel
- Laurence Mason com a Earl
- Margarita Levieva com a Regina "Reggie" Campo
- Pell James com a Lorna Taylor
- Shea Whigham com a Dwayne Jeffrey "DJ" Corliss
- Katherine Moennig com a Gloria
- Michael Paré com el detectiu Kurlen
- Michaela Conlin com la detectiva Heidi Sobel
- Mackenzie Aladjem com a Hayley Haller